# Hebron, Maine
Hebron är en kommun (town)  i Oxford County i den amerikanska delstaten Maine med en yta av 58,4 km² och en folkmängd, som uppgår till 1 053 invånare (2000).

## Kända personer från Hebron
- Albion K. Parris, politiker och jurist